# Hainteny
Hainteny (dosł. „sztuka słowa”, także „gra słów” lub „piękny język”; od hay – „mądrość, wiedza, sztuka” i teny – „słowo, mowa”) – tradycyjna poezja malgaska, krótkie utwory liryczne opierające się na wieloznaczności słów i operujące bogatą metaforą.

## Historia
Antologia hainteny została po raz pierwszy zebrana w XIX wieku za panowania królowej Ranavalony I, najprawdopodobniej na jej osobiste zlecenie. Poezja została spisana głównie w latach 1835–36 przez przynajmniej pięciu literatów, najprawdopodobniej studentów Royal Missionary College, przy czym znane są imiona dwóch z nich: Raharolahy i Raharo. Manuskrypt pozostawał przez lata w bibliotece prywatnej i został opublikowany przez Bakoly'ego Domenichiniego-Ramiaramananę w 1968 roku. Oryginał miał 328 stron, z których zachowało się 88, z czego 27 zawierało 152 hainteny.  
Hainteny po raz pierwszy wzmiankowane jest przez Europejczyka w 1838 roku – Joseph John Freeman (1794–1851) wspomniał hainteny w swoim opisie literatury malgaskiej w książce Williama Ellisa History of Madagascar. Liczne hainteny opublikował w 1877 roku w zbiorze Specimens of Malgasy Folklore norweski misjonarz Lars Dahle (1843–1925), przebywający na wyspie w latach 1870–1887. W 1908 roku angielski misjonarz John Simms opracował i uzupełnił antologię Dahlego, następnie zaś opublikował ją drukiem. Zbiór ten jest do tej pory wydawany na Madagaskarze.  
W latach 1908–1910 na wyspie przebywał francuski literat Jean Paulhan (1884–1968), który zebrał i przetłumaczył na język francuski kilkaset utworów hainteny. On też w 1913 roku wydał drukiem 164 hainteny w dwujęzycznym zbiorze Les hain-teny merinas, przedstawiając hainteny światu zachodniemu.  
Hainteny tworzył chętnie malgaski poeta Jean-Joseph Rabearivelo. Forma hainteny stosowana jest również w eposie malgaskim Ibonia.

## Opis
Uważane za unikatowy gatunek literacki, hainteny są epigramatycznymi poematami zbudowanymi z przysłów (ohabolana). Oparte na wieloznaczności słów, charakteryzują się użyciem licznych metafor i aluzji, a także elementów retoryki, przypominając malajski pantun. Hainteny liczą z reguły od 4 do 10 wersów. Traktują o miłości, mądrości i problemach moralnych. Często mają formę dialogu: pytanie-odpowiedź.